# Nikol Tabačková
Nikol Tabačková (* 24. ledna 1998 Ostrava) je česká oštěpařka, členka klubu Atletika Poruba. Její osobní rekord je 59,39 metru.
Jako patnáctiletá dosáhla nejlepšího světového výkonu ve své věkové kategorii, když s oštěpem vážícím 500 gramů hodila 55,55 m. Obsadila čtvrté místo na mistrovství světa v atletice do 17 let 2015 v Cali i na mistrovství světa juniorů v atletice 2016 v Bydhošti. Získala zlatou medaili na mistrovství Evropy juniorů v atletice 2017 v Grossetu finálovým výkonem 55,10 m. Na seniorském Mistrovství České republiky mužů a žen v atletice skončila na třetím místě v letech 2016, 2017 a 2023. Na druhém místě v letech 2022 a 2024.
Vedle atletiky se věnovala také softballu a hrála za Snails Kunovice a v roce 2015 byla členkou týmu juniorských mistryň Evropy.
Po maturitě začala na podzim 2017 studovat v Praze na Fakultě tělesné výchovy a sportu, kde získala bakalářský titul a přešla do tréninkové skupiny Jana Železného.